# Sojombo-schrift
Het Sojombo-schrift (Mongools: Soyombo biçig) is een abugida in 1686 ontwikkeld door de monnik en geleerde Zanabazar om Mongools te schrijven. Varianten worden gebruikt om Tibetaans en Sanskriet te schrijven.

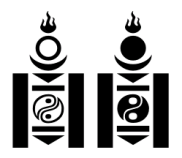
Twee varianten van het sojombo-symbool, gebruikt om een tekst te openen en te sluiten.

Een speciaal karakter van het schrift, het Sojombo-symbool, werd een nationaal symbool van Mongolië en staat sinds 1921 op de nationale vlag en sinds 1960 op het embleem van Mongolië, evenals geld, postzegels en officiële documenten.

## Creatie
Het schrift werd in 1686 ontworpen door Zanabazar, de eerste spirituele leider van het Tibetaans boeddhisme in Mongolië, die ook het Zanabar vierkante schrift ontwierp. Het Sojombo-schrift werd gemaakt als het vierde Mongoolse schrift, slechts 38 jaar na de uitvinding van het Oiratish schrift. Het is afgeleid van het Sanskrietwoord Svayambhu "zelf gecreëerd".
Het syllabische systeem lijkt in feite te zijn gebaseerd op Devanagari, terwijl de basisvorm van de letters is afgeleid van het Ranjana-alfabet. Details van individuele karakters lijken op letters uit andere Mongoolse schriften en het Oud-Turkse alfabet.

## Gebruik

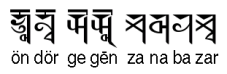
Voorbeeld van lettergreepcombinatie

De oostelijke Mongoolse groepen gebruikten het schrift voornamelijk als een ceremonieel en decoratief schrift. Zanabazar had het gemaakt voor de vertaling van boeddhistische teksten uit het Sanskriet of Tibetaans, en zowel hij als zijn studenten gebruikten het veelvuldig voor dat doel.
Omdat het veel te ingewikkeld was om als een alledaags schrift te worden gebruikt is het in onbruik geraakt. Tegenwoordig kan het gevonden worden in historische teksten, tempelinscripties en decoratieve teksten. Het heeft ook enige relevantie voor taalkundig onderzoek, omdat het bepaalde ontwikkelingen in de Mongoolse taal weerspiegelt, zoals die van lange klinkers.

## Schrijfvorm
Het sojombo-schrift was het eerste Mongoolse schrift dat horizontaal van links naar rechts wordt geschreven, in tegenstelling tot de meeste eerdere schriften die verticaal worden geschreven. Net als in het Tibetaanse- en Devanagari-schrift hangen de tekens onder een horizontale lijn, waardoor elke regel tekst een zichtbare "ruggengraat" krijgt.
De twee variaties van het sojombo-symbool worden gebruikt als speciale tekens om het begin en einde van een tekst te markeren. De bovenste driehoek en de rechter verticale balk uit dit symbool vormen het hoekige basisframe voor de andere karakters.
Binnen dit frame zijn de lettergrepen samengesteld uit één tot drie elementen. De eerste medeklinker wordt hoog in de hoek geplaatst. De klinker wordt gegeven door een merkteken boven het frame, behalve u en ü die in het lage midden zijn gemarkeerd. Een tweede medeklinker wordt aangegeven door een klein merkteken, toegevoegd aan de binnenkant van de verticale balk, waardoor een u- of ü-teken naar de linkerkant wordt geduwd. Een korte schuine haak onderaan de verticale balk markeert een lange klinker. Voor tweeklanken wordt gebogen of gekartelde markering rechts van de verticale balk geplaatst.

## Alfabet
Het eerste teken van het alfabet vertegenwoordigt een lettergreep die begint met een korte a. Lettergrepen die met andere klinkers beginnen, worden geconstrueerd door een klinkerteken toe te voegen aan hetzelfde basisteken. Alle overige basistekens vertegenwoordigen lettergrepen die beginnen met een medeklinker. Een beginnende medeklinker zonder klinkerteken impliceert een volgende a.
In theorie zouden 20 medeklinkers en 14 klinkers resulteren in bijna 4.000 combinaties, maar die komen niet allemaal voor in het Mongools. Er zijn extra tekens voor het schrijven van Tibetaans of Sanskriet. Sommige symbolen die in deze twee talen worden gebruikt worden niet in het Mongools gebruikt.

### Mongools

Lettergreepstructuur voor Mongools

Een lettergreep in het Mongools ken de volgende elementen bevatten: een medeklinker (Cb), klinker (V), lengteaanduiding (L), tweeklankaanduiding (Vd) en eindmedeklinker (Cf).

#### Klinkers
Mongools gebruikt zeven klinkers, die allemaal een korte en een lange vorm hebben. De lange vorm wordt aangegeven met de lengteaanduiding:
|   |   |   |   |   |   |   |
| a | i | e | ü | u | o | ö |
|   |   |   |   |   |   |   |
| ā | ī | ē | ǖ | ū | ō | ȫ |

Tweeklankaanduidingen worden gebruikt met andere klinkertekens om tweeklanken weer te geven:
|    |    |
| -i | -u |

#### Medeklinkers
|       |       |    |    |    |    |    |    |    |     |
| ɡa/ɢa | ka/qa | ŋa | ǰa | ča | ña | da | ta | na | ba  |
|       |       |    |    |    |    |    |    |    |     |
| pa    | ma    | ya | ra | va | la | ša | sa | ha | ksa |

Een laatste medeklinker wordt geschreven met een vereenvoudigde variant van de basisletter aan de onderkant van het teken. In gevallen waar het in strijd zou zijn met de klinkers u of ü wordt de klinker naar links geschreven.
|       |       |    |       |    |       |
| aɡ/aɢ | ak/aq | aŋ | ad/at | an | ab/ap |
|       |       |    |       |    |       |
| am    | ar    | al | aš    | as | ah    |

### Sanskriet en Tibetaans

Lettergreepstructuur voor Sanskriet

Lettergreepstructuur voor Tibetaans

Een lettergreep in het Sanskriet of Tibetaans kan de volgende elementen bevatten: Voorgevoegde medeklinker (Cp), medeklinker (Cb), medeklinkers (C2 … Cn), klinker (V) en lengteaanduiding (L). Voor het Sanskriet zijn er twee diakritische tekens: anusvara (Sa) en visarga (Sv). In het Tibetaans kunnen lettergrepen worden gescheiden door tsheg (T), een klein driehoekig teken vergelijkbaar met een spatie.

#### Klinkers
Sanskriet bevat extra klinkers ṛ, ṝ, ḷ en ḹ.
|   |   |   |   |   |   |    |   |    |
| a | i | u | ṛ | ḷ | e | ai | o | au |
|   |   |   |   |   |   |    |   |    |
| ā | ī | ū | ṝ | ḹ |   |    |   |    |

Een anusvara geeft nasalisatie aan (geschreven als een m). Een visarga geeft post-vocale aspiratie aan (geschreven als een ḥ).
|    |    |
| aṃ | aḥ |

#### Medeklinkers
Sojombo bevat alle letters om Sanskriet en Tibetaans te schrijven. Sommige letters vertegenwoordigen andere klanken in het Mongools, Sanskriet en Tibetaans. Het belangrijkste verschil is dat in het Mongools letters voor stemloze geluiden uit het Sanskriet worden gebruikt voor stemhebbende stops, terwijl de letters voor stemloze aspiraties worden gebruikt voor stemloze stops. In het Mongools worden letters die specifiek voor het Tibetaans en Sanskriet worden gebruikt 'гали' galig genoemd. Deze tekens worden daar gebruikt voor de transcriptie van vreemde geluiden.
|    |     |    |     |    |     |      |     |     |     |
| ka | kha | ga | gha | ṅa | ca  | cha  | ja  | jha | ña  |
|    |     |    |     |    |     |      |     |     |     |
| ṭa | ṭha | ḍa | ḍha | ṇa | ta  | tha  | da  | dha | na  |
|    |     |    |     |    |     |      |     |     |     |
| pa | pha | ba | bha | ma | tsa | tsha | dza | zha | za  |
|    |     |    |     |    |     |      |     |     |     |
| 'a | ya  | ra | va  | la | śa  | ṣa   | sa  | ha  | kṣa |

Medeklinkerclusters in het Sanskriet en Tibetaans worden meestal geschreven door meerdere medeklinkers verticaal binnen hetzelfde frame te stapelen. In bestaande bronnen komen clusters voor met maximaal drie medeklinkers, maar in theorie zouden ze er zoveel mogelijk kunnen bevatten. Vier medeklinkers, ra, la, śa en sa, kunnen ook worden geschreven als een speciaal voorvoegsel, bestaande uit een klein teken dat links van de hoofddriehoek staat. Ze worden uitgesproken vóór de andere medeklinkers.

## Interpunctie
Afgezien van het Sojombo-symbool is het enige leesteken een verticale balk, die dient om het einde van een zin aan te duiden. In Tibetaanse inscripties worden woorden vaak gescheiden door een punt ter hoogte van de bovenste driehoek (tsheg).

## Unicode
Het Sojombo-script is opgenomen in de Unicode-standaard sinds de uitgave van Unicode-versie 10.0 in juni 2017. Het Sojombo-blok bestaat momenteel uit 83 tekens. Het voorstel om Sojombo te coderen werd ingediend door Anshuman Pandey. Het Unicode-voorstel is in december 2015 herzien.
Het Unicode-blok voor Soyombo is U+11A50–U+11AAF.
De Menksoft IME's bieden alternatieve invoermethoden.

## Verder lezen
- оёмбын а синергетик. сэн . олдсайхан, . атсанаа, . . mei 2005. (Samengesteld door B. Boldsaikhan, B. Batsanaa, Ts. Oyuntsetseg. Ulaanbaatar 2005. )